# Lynnette Ferguson

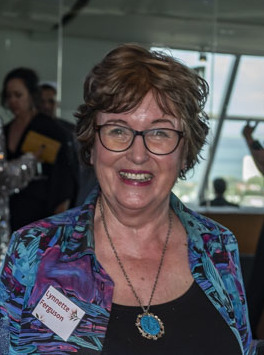
Lynnette Ferguson, 2020

Lynnette Robin Ferguson (* 20. Jahrhundert) ist eine neuseeländische Genetikerin und Hochschullehrerin. Sie ist seit 2021 emeritierte Professorin an der Faculty of Medical and Health Sciences der University of Auckland. Ferguson ist seit 2016 Fellow der Royal Society Te Apārangi.

## Leben und Werk
Ferguson studierte an der University of Auckland, wo sie einen Master of Science (Honours) erhielt. An der University of Oxford im Vereinigten Königreich promovierte sie mit der Dissertation The Control of DNA Repair in Yeast.
Nach ihrer Rückkehr nach Neuseeland forschte sie als Postdoktorandin an der University of Auckland School of Medicine. Nach drei Jahren wurde sie Research Career Fellow bei der Auckland Cancer Society und hatte eine doppelte Anstellung bei der Auckland Cancer Society und der University of Auckland.
Im Forschungszentrum der Auckland Cancer Society benutzte sie Mutagenitätstests als Prädiktor für die Krebsentstehung, wobei sie sich insbesondere auf die Situation in Neuseeland konzentrierte. 2000 wurde sie Leiterin einer neuen Abteilung für Ernährung an der University of Auckland. Sie untersuchte das Zusammenspiel von Genen und Ernährung bei der Entstehung chronischer Krankheiten, mit besonderem Schwerpunkt auf entzündlichen Darmerkrankungen, einer krebsanfälligen Erkrankung, und auch bei Prostatakrebs.
Ferguson leitete von 2004 bis 2014 die Wissenschaftsplattform Nutrigenomics New Zealand, eine Partnerschaft der University of Auckland und drei Crown Research Institutes (Crop & Food Research, AgResearch und HortResearch). Es war das erste Nutrigenomics-Zentrum in Neuseeland. Die Forschung konzentrierte sich auf die Genetik entzündlicher Darmerkrankungen und darauf, wie personalisierte Ernährungsumstellungen die Krankheit beeinflussen können. 2006 fand die erste internationale Konferenz über Nutrigenomik und Darmgesundheit statt.
Als frühe Innovatorin bei Mutagenesestudien war Ferguson eine der Ersten, die das mutagene Potenzial DNA-bindender Medikamente erkannten. Ihre Studien zum Nachweis von Mutagenen aus der Nahrung und der Umwelt in Neuseeland führten zur Gründung des Centre for Mutagen Testing innerhalb des Auckland Cancer Society Research Centre. Ferguson war Mitglied mehrerer Regierungsausschüsse und nationaler Wissenschaftsgremien.
Ferguson ist Autorin oder Co-Autorin von mehr als 350 peer-reviewten Publikationen als Buchkapitel oder Artikel in internationalen Fachzeitschriften. Am 30. August 2023 betrug ihr h-Index 88. Sie ist Mitglied im Editorial Board mehrerer großer Fachzeitschriften. Sie ist weltweit führend in der Ernährungsgenomik und verfügt über einen internationalen Ruf in den Bereichen Mutagenese sowie Ursachen und Kontrolle chronischer Krankheiten.

## Ehrungen (Auswahl)
- 2006: Fellow of the Royal Society Te Apāran[5]
- 2006: Ernennung bei den Queen’s Birthday Honours zum Companion of the Queen’s Service Order[6]